# Cubodesmus ramsdeni
Cubodesmus ramsdeni är en mångfotingart som beskrevs av Chamberlin 1918. Cubodesmus ramsdeni ingår i släktet Cubodesmus och familjen Chelodesmidae. Inga underarter finns listade i Catalogue of Life.